# Ebersdorf bei Coburg
Ebersdorf bei Coburg is een gemeente in de Duitse deelstaat Beieren, en maakt deel uit van het Landkreis Coburg.
Ebersdorf bei Coburg telt 6.120 inwoners.

## Plaatsen in de gemeente Ebersdorf bei Coburg

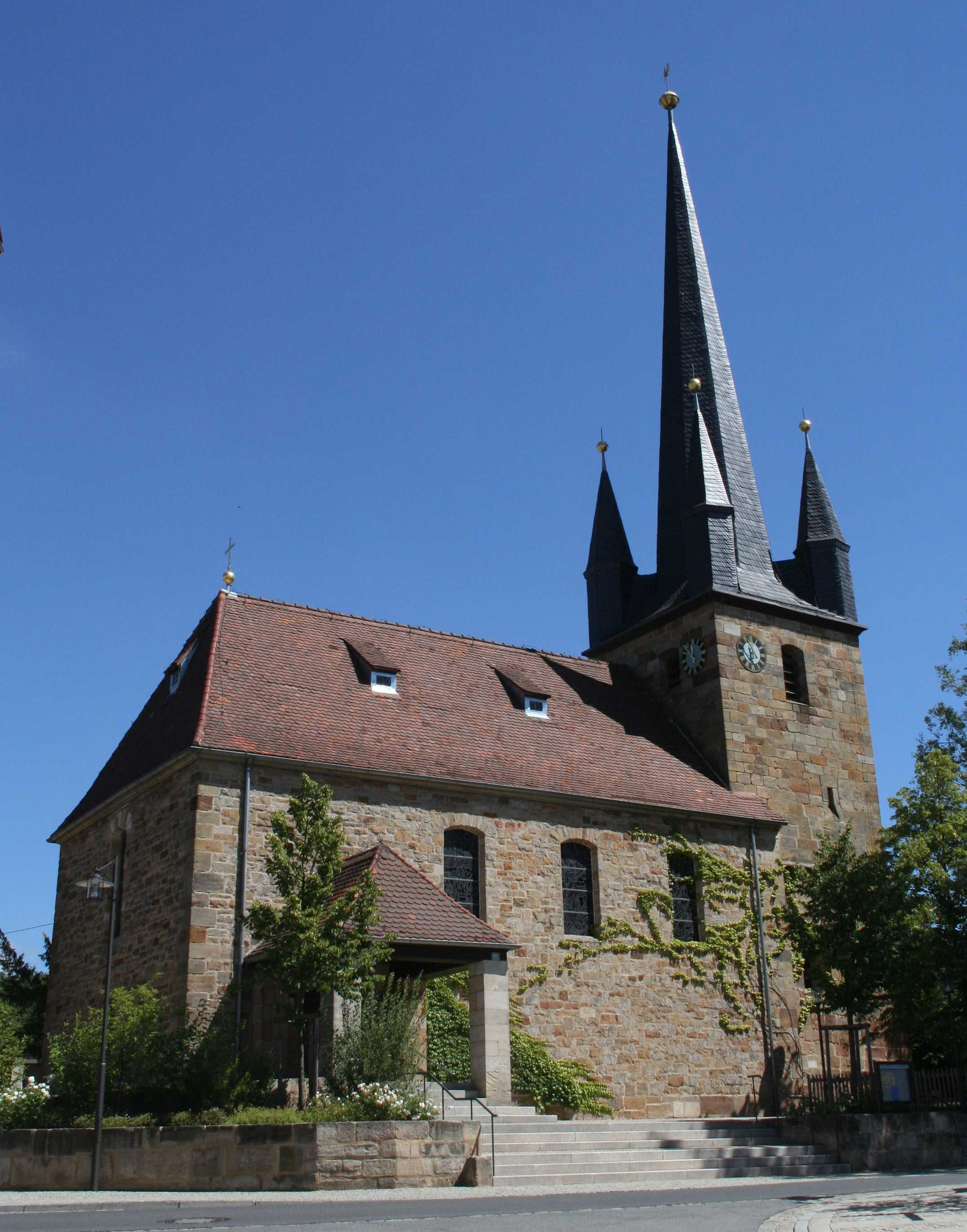
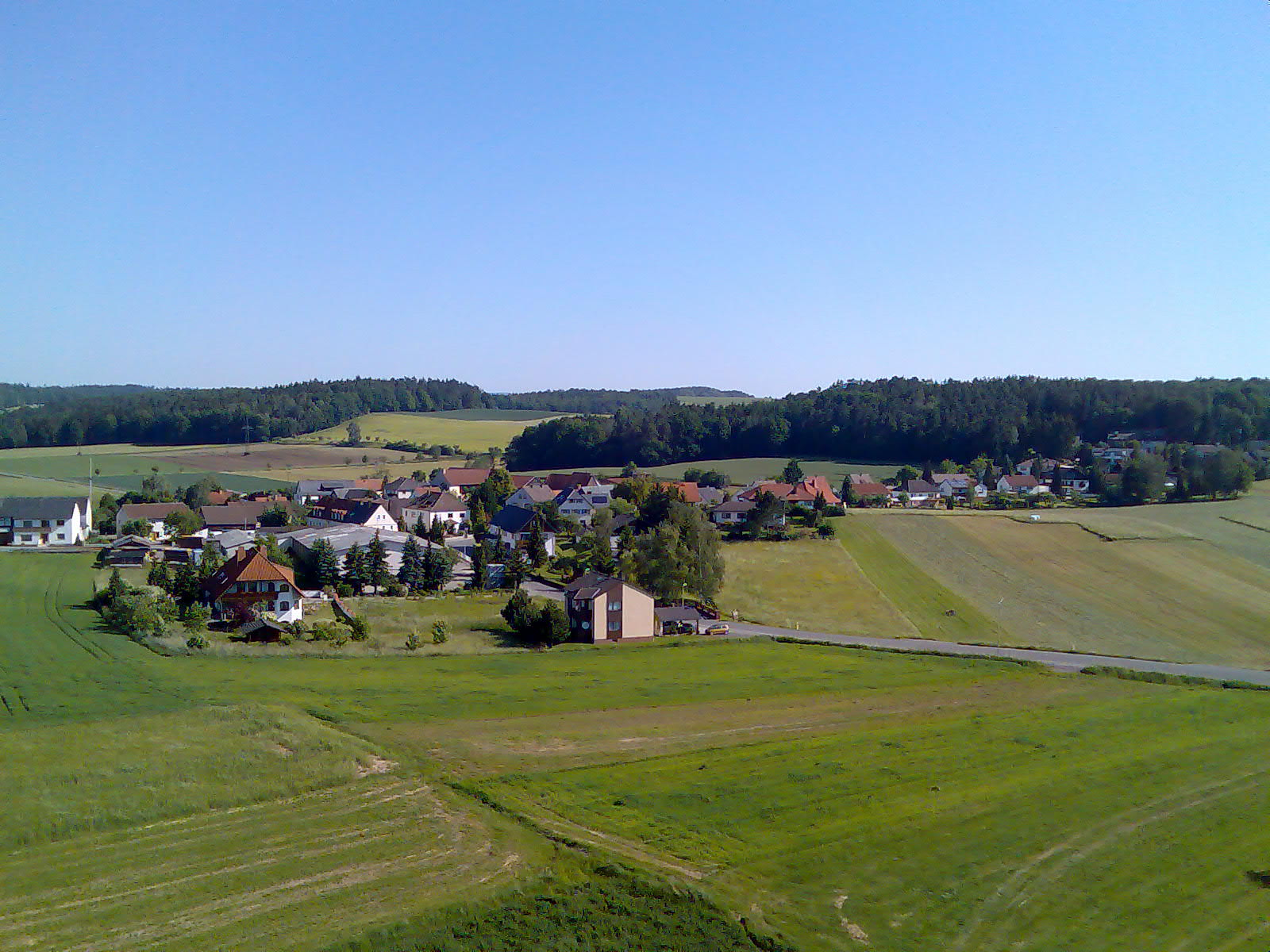
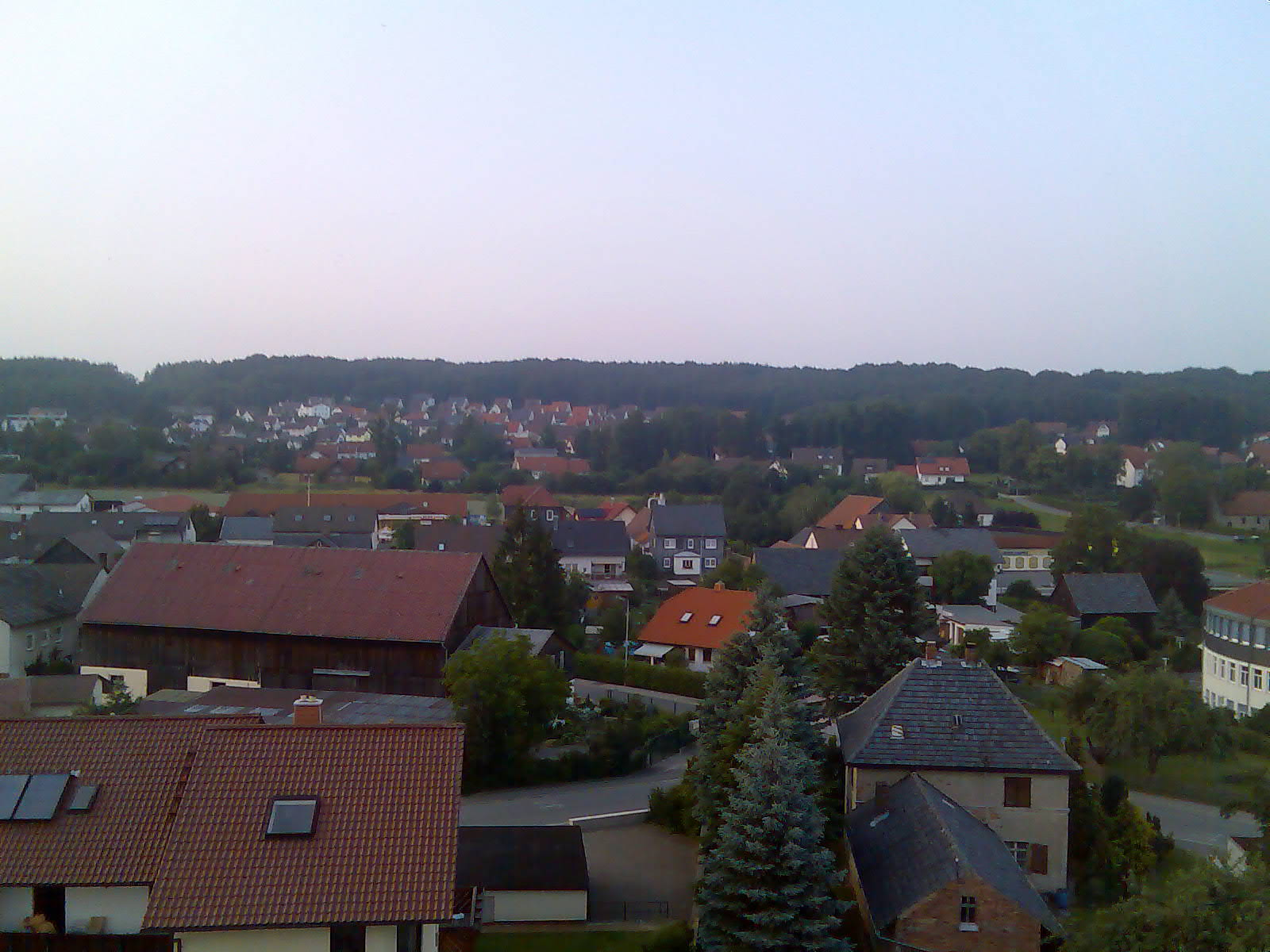

- Ebersdorf
- Friesendorf
- Frohnlach
- Großgarnstadt
- Kleingarnstadt
- Oberfüllbach

Ahorn ·
Bad Rodach ·
Dörfles-Esbach ·
Ebersdorf bei Coburg ·
Großheirath ·
Grub am Forst ·
Itzgrund ·
Lautertal ·
Meeder ·
Neustadt bei Coburg ·
Niederfüllbach ·
Rödental ·
Seßlach ·
Sonnefeld ·
Untersiemau ·
Weidhausen bei Coburg ·
Weitramsdorf